# Arancón
Arancón är en ort och kommun i provinsen Soria i den autonoma regionen Kastilien och León i norra Spanien. Orten ligger cirka 15,5 kilometer nordost om Soria. Kommunen har 76 invånare (2024), på en yta av 77,76 km².